# La Mère coupable

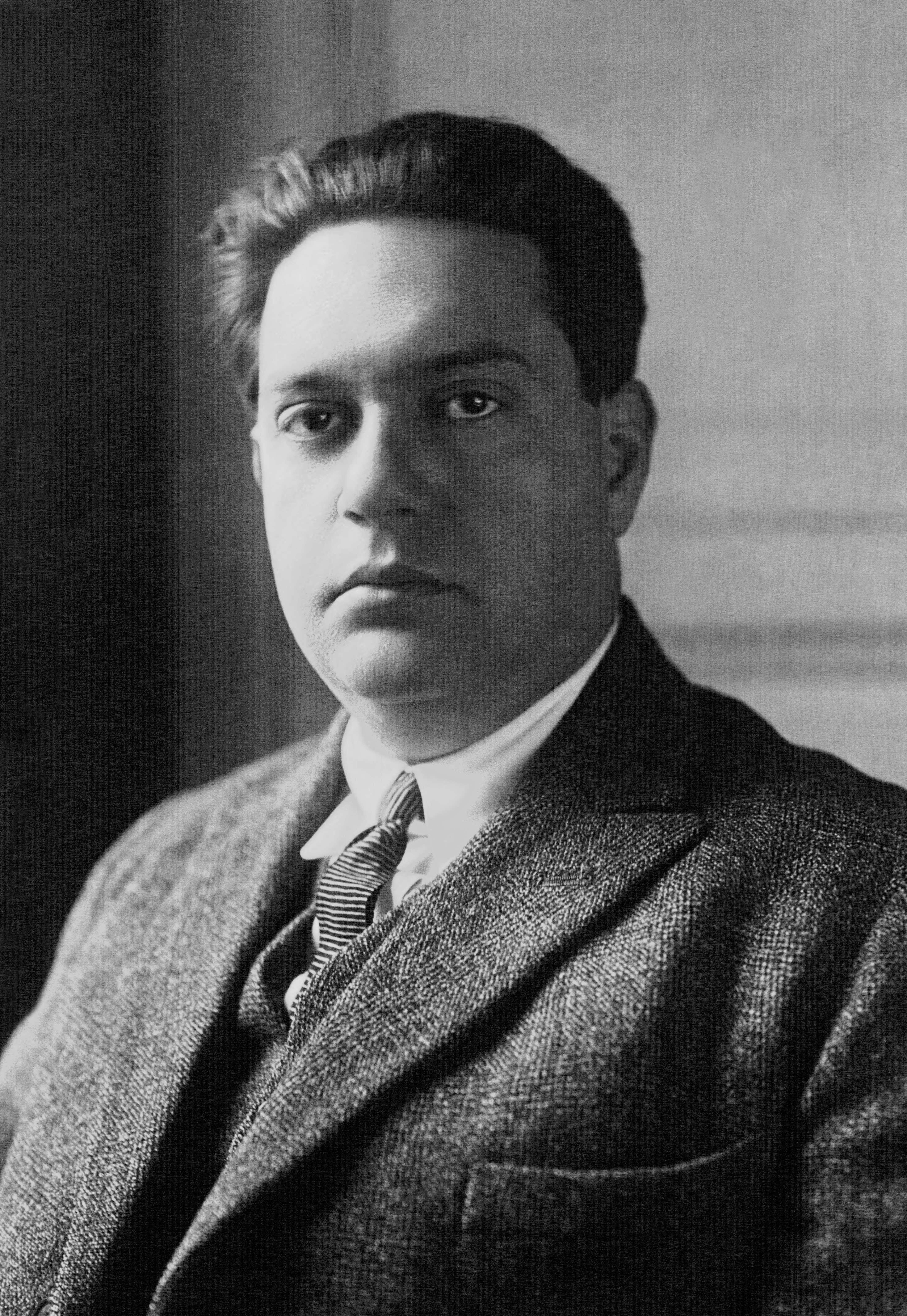
Darius Milhaud

La Mère coupable (Den skyldiga modern) är en opera i tre akter med musik av Darius Milhaud. Librettot skrevs av tonsättaren tillsammans med sin hustru (och tillika kusin) Madeleine Milhaud efter Pierre de Beaumarchais pjäs med samma titel, som var den tredje och sista delen i trilogin om Figaro (1781).
Karaktärerna är välkända från operorna Barberaren i Sevilla av Rossini och Figaros bröllop av Mozart, men senare i deras liv. Rosina (den skyldiga modern) har fått ett barn med Cherubin. Operan hade premiär den 13 juni 1966 i Genève.
Pianisten och tonsättaren Inger Wikström komponerade 1992 en version av pjäsen med titeln Den brottsliga modern till ett libretto av Mikael Hylin.

## Personer
| Roller                               | Röstläge        | Premiärbesättning 13 juni 1966 (Dirigent: Serge Baudo) |
| ------------------------------------ | --------------- | ------------------------------------------------------ |
| Greve Almaviva                       | baryton         | Louis Quilico                                          |
| Rosine, grevinnan                    | sopran          | Phyllis Curtin                                         |
| Chevalier Léon, hennes son           | tenor           | Eric Tappy                                             |
| Florestine, greve Almavivas myndling | koloratursopran | Anne-Marie Sanial                                      |
| Bégearss, en irländsk intrigmakare   | baryton         | Jacques Doucet                                         |
| Figaro, Almavivas betjänt            | baryton         | Jean-Christophe Benoît                                 |
| Suzanne, hans hustru                 | mezzosopran     | Cora Canne-Meyer                                       |
| Master Fal                           | bas             | José van Dam                                           |